# Pneumatopteris afra
Pneumatopteris afra là một loài thực vật có mạch trong họ Thelypteridaceae. Loài này được (H. Christ) Holttum miêu tả khoa học đầu tiên năm 1973.